# Aénor van Châtellerault
Aénor of Aliénor van Châtellerault (Frans: Aénor de Châtellerault;  Châtellerault (Vienne), ca. 1103 - Talmont-Saint-Hilaire, maart 1130) was hertogin-gemalin van Aquitanië en vooral bekend als moeder van haar oudste dochter, Eleonora van Aquitanië.
Zij was de dochter van Aimery I van Châtellerault, burggraaf van Châtellerault, en diens echtgenote Amalberga, die Dangereuse de L'Isle Bouchard werd genoemd. Haar moeder begon in 1115 een buitenechtelijke relatie met hertog Willem IX van Aquitanië, die haar naar zijn hof in Poitiers ontvoerde. Amalberga, die de volgende jaren aan Willems hof leefde, wenste minstens voor haar dochter Aénor de officiële rol van een hertogin te verwerven en zette zich daarom in om haar dochter uit haar huwelijk met de burggraaf van Châtellerault met de oudste zoon van hertog Willem te doen trouwen. Het huwelijk tussen de jonge Willem en Aénor vond vermoedelijk in 1121 plaats.
Er zouden drie kinderen voortkomen uit dit huwelijk:
- Eleonora van Aquitanië (1122/1224–1204)
⚭ (I) (1137, ontbonden in 1152) koning Lodewijk VII van Frankrijk
⚭ (II) (1152) Hendrik Plantagenet, de latere koning Hendrik II van Engeland
- Aelith/Adelheid, later aan het Franse koninklijke hof Petronilla van Aquitanië genoemd (ca. 1125–1151)
⚭ (1142) Roeland I van Vermandois, graaf van Vermandois, Amiens en Valois
- Willem Aigret (1126/1127–1130)

Ze stierf in maart 1130 tijdens een jachtpartij en werd bijgezet in de abdij Saint-Vincent de Nieul-sur-l'Autise in het dorpje Nieul-sur-l'Autise.